# Atkaracalar (district)
Atkaracalar is een Turks district in de provincie Çankırı en telt 9977 inwoners (2000). Het district heeft een oppervlakte van 363,3 km². Hoofdplaats is Atkaracalar.
De bevolkingsontwikkeling van het district is weergegeven in onderstaande tabel.
| 1997  | 2000  | 2007 |
| ----- | ----- | ---- |
| 8.495 | 9.977 | ?    |

## Bestuurlijke indeling
De volgende gemeenten en dorpen maken deel uit van het district:
Centrale districtsplaats (İlçe Merkezi)
- Atkaracalar

Gemeenten (Beldeler)
- Çardaklı

Dorpen (Köyler)
- Bozkuş
- Budakpınar
- Demirli
- Eyüpözü
- Üyük
- Ilıpınar
- Kızılibrik
- Kükürt
- Susuz
- Yakalı

Centrale districtsplaats (İlçe Merkezi): Atkaracalar
Gemeenten (Beldeler): Çardaklı
Dorpen (Köyler):
Bozkuş · Budakpınar · Demirli · Eyüpözü · Üyük · Ilıpınar · Kızılibrik · Kükürt · Susuz · Yakalı